# Edoardo Ruffolo
Edoardo Ruffolo (Parma, 11 dicembre 1991) è un rugbista a 15 italiano, terza linea ala del Reggio Emilia.

## Biografia
Edoardo Ruffolo crebbe nelle giovanili del Noceto. Nel 2011 vinse il Campionato italiano Under-20 con i Crociati, squadra nata dalla fusione tra Noceto e Parma, allenati da Francesco Mazzariol. Lo stesso anno venne convocato per il Sei Nazioni Under-20 e prese parte al Mondiale di categoria in Italia.
Dopo una stagione nella prima squadra dei Crociati nel campionato d’Eccellenza 2011-12, nel luglio 2012 approdò al I Cavalieri, allenati dal Filippo Frati ed Andrea De Rossi.
Nel giugno del 2013 venne convocato nell'Italia Emergenti per partecipare alla IRB Nations Cup in Romania. Nel luglio dello stesso anno passò da I Cavalieri di Prato ai Bersaglieri di Rovigo e, quattro stagioni più tardi ne divenne capitano, guidando il club alla vittoria del 12º scudetto al termine della stagione del campionato d'Eccellenza 2015-16.
La stagione 2017-18 fu brevissima: tre presenze coi gradi di capitano, prima dell'infortunio nel mese di ottobre, che lo costrinse a finire la stagione anticipatamente.
Cinque anni dopo, nel luglio del 2018 si trasferisce al Viadana dove ritrova il suo ex allenatore, ai tempi del Rovigo, Filippo Frati.

## Palmarès
- Campionati italiani: 1
Rovigo: 2015-16
- Campionato italiano Juniores: 1
Crociati: 2010-11